# Мамедалієв Гейдар Нураддіногли
Гейдар Нураддіногли Мамедалієв (рос. Гейдар Нураддин оглы Мамедалиев; нар. 2 квітня 1974, Кубатли, Нагірно-Карабаська автономна область, Азербайджанська РСР, СРСР) — російський борець греко-римського стилю азербайджанського походження, чемпіон світу, срібний призер Кубку світу, срібний призер Олімпійських ігор. Заслужений майстер спорту Росії з греко-римської боротьби.

## Життєпис
Спортом почав займатися з 1984 року в секції греко-римської боротьби у тренера Аліяра Алієва. Виграв першість міста. У 7 класі був переведений в спеціалізовану спортивну школу олімпійського резерву в Баку. У 10 класі став чемпіоном Азербайджану серед дорослих спортсменів.
Після закінчення школи продовжив навчання в Бакинському технікумі фізичної культури за спеціальністю «Викладач фізичного виховання». Після закінчення технікуму у 1991 році був призваний на строкову службу до Азербайджанської армії. Проходячи службу в Бакинській спортроті, неодноразово перемагав в міжнародних турнірах з греко-римської боротьби в Туреччині, в Ірані.
У 1996 році демобілізувавшись з армії, переїхав до Єкатеринбургу і поступив в СДЮСШОР «ВІЗ» в групу до заслуженого тренера РРФСР Сергія Новаковського. Виступав за спортивний клуб «Уральські борці» (Єкатеринбург). Став переможцем міжнародного турніру пам'яті Івана Піддубного, володар Кубка Російської Федерації, виграв найбільші турніри в Росії.
Звання «Майстер спорту Росії міжнародного класу» присвоєно в 1999 році.
У 2000 році вступив на навчання на факультет фізичної культури Уральського державного технічного університету — УПІ. У 2001 році виграв бронзу, а в 2002 році золото на чемпіонаті Росії, увійшов до основного складу збірної Росії.
У вересні 2002 року в Москві відбувся чемпіонат світу з греко-римської боротьби, де Гейдар став чемпіоном світу, у ваговій категорії до 55 кг.
Звання «Заслужений майстер спорту Росії» присвоєно в 2002 році.
Вищим досягненням Гейдара став виступ на Олімпійських іграх 2004 року в Афінах (Греція), де він завоював срібну медаль. У фіналі він х рахунком 1-3 поступився угорському борцю Іштвану Майорошу.
Працює в спортивному центрі Верх-Ісетський.
На базі СДЮСШОР «ВІЗ» проходять традиційні змагання на призи заслуженого майстра спорту Гейдара Мамедалієва.

## Державні нагороди
Нагороджений орденом Дружби (2006).

## Спортивні результати на міжнародних змаганнях

### Виступи на Олімпіадах
| Змагання                    | Збірна | Вагова категорія                 | Місце  |
| --------------------------- | ------ | -------------------------------- | ------ |
| Літні Олімпійські ігри 2004 | Росія  | греко-римська боротьба, до 55 кг | Срібло |

### Виступи на Чемпіонатах світу
| Змагання                        | Збірна | Вагова категорія                 | Місце  |
| ------------------------------- | ------ | -------------------------------- | ------ |
| Чемпіонат світу з боротьби 2002 | Росія  | греко-римська боротьба, до 55 кг | Золото |
| Чемпіонат світу з боротьби 2005 | Росія  | греко-римська боротьба, до 55 кг | 29     |

### Виступи на Чемпіонатах Європи
| Змагання                         | Збірна | Вагова категорія                 | Місце |
| -------------------------------- | ------ | -------------------------------- | ----- |
| Чемпіонат Європи з боротьби 2003 | Росія  | греко-римська боротьба, до 55 кг | 17    |

### Виступи на Кубках світу
| Змагання                    | Збірна | Вагова категорія                 | Місце  |
| --------------------------- | ------ | -------------------------------- | ------ |
| Кубок світу з боротьби 2003 | Росія  | греко-римська боротьба, до 55 кг | Срібло |

### Виступи на інших змаганнях
| Змагання                                                      | Збірна | Вагова категорія                 | Місце  |
| ------------------------------------------------------------- | ------ | -------------------------------- | ------ |
| Олімпійський кваліфікаційний турнір з боротьби 2004 (Ташкент) | Росія  | греко-римська боротьба, до 55 кг | Срібло |